# مارکوس آنتونیو (بازیکن فوتبال، زاده ۱۹۸۳)
مارکوس آنتونیو الیاس سانتوس (به پرتغالی: Marcos Antônio Elias Santos) مدافع اهل برزیل است که در شهر الاگوینهاس و در تاریخ ۲۵ مهٔ ۱۹۸۳ به دنیا آمده‌است.
مارکوس آنتونیو الیاس سانتوس در تیم‌های فوتبال پورتو سابقهٔ حضور دارد.